# Danny Schechter
Danny Schechter, med smeknamnet "The News Dissector", född 27 juni 1942 i New York, död 19 mars 2015 i New York, var en amerikansk filmskapare, regissör, bloggare och mediakritiker.

## Inriktning
Schechter var specialiserad på undersökande journalistik och program som tar upp mänskliga rättigheter, journalistik, populärmusik och samhällsfrågor. 

## Produktioner för film och TV
Schechter producerade och regisserade ett flertal filmer och TV-program med dokumentär inriktning, bland annat dessa: 
- Plunder: The Crime Of Our Time (2010)
- In Debt We Trust (2006)
- WMD: Weapons of Mass Deception (2004)
- Counting on Democracy
- We Are Family (2002)
- "Nkosi: A Voice of Africa's AIDS Orphans" (2001)
- "A Hero for All: Nelson Mandela's Farewell" (1999)
- "Beyond Life: Timothy Leary Lives" (1997)
- "Sowing Seeds/Reaping Peace: The World of Seeds of Peace" (1996)
- "Prisoners of Hope: Reunion on Robben Island" (1995, medregissör Barbara Kopple
- "Countdown to Freedom: Ten Days that Changed South Africa" (1994)
- "Sarajevo Ground Zero" (1993)
- "The Living Canvas" (1992)
- "Beyond JFK: The Question of Conspiracy" (1992, medregissörer Marc Levin och Barbara Kopple)
- "Give Peace a Chance" (1991)
- "Mandela in America" (1990)
- "The Making of Sun City" (1987)
- "Student Power" (1968)

### Utgivna böcker
- "Embedded: Weapons of Mass Deception: How the Media Failed to Cover the Iraq War" (Prometheus Books, oktober 2003)
- "Media Wars: News At A Time of Terror" (Rowman & Littlefield, 2003)
- "The More You Watch, The Less You Know" (Seven Stories Press)
- "News Dissector: Passions, Pieces and Polemics" (Akashic Books and Electron Press).
- "Falun Gong's Challenge to China: Spiritual Practice or 'Evil Cult'?"
- Investigating Our Economic Calamity and the Subprime Scandal. USA: New York (Cosimobooks, 2008). ISBN 978-1-60520-351-5
- "The Death of Media (and the Fight to Save Democracy)" (Melville House Publishing, 2005). ISBN 978-0-976658-36-8

## Externa webbsidor
- Wikimedia Commons har media som rör Danny Schechter.
- Danny Schechter's hemsida
- Danny Schechters blogg

### Intervju
- Danny Schechter interview av Tavis Smiley

### Video
- Danny Schechter intervjuad
- Plunder: The Crime Of Our Time: Danny Schechter Takes on Wall St. in New Film
- Schechter: "One Nation March on Washington Was More Movie than Movement"